# Euchromia wasinica
Euchromia wasinica är en fjärilsart som beskrevs av Embrik Strand 1917. Euchromia wasinica ingår i släktet Euchromia och familjen björnspinnare. Inga underarter finns listade i Catalogue of Life.